# Laliderer Tal
La Laliderer Tal est une vallée perpendiculaire de la Rißtal dans le massif des Karwendel. 

## Géographie
Elle s'étend du sud au nord entre le chaînon du Laliderer Falk à l'ouest et le chaînon du Gamsjoch à l'est.
La vallée est traversée par le Laliderer Bach qui se jette dans le Rißbach à l'extrémité inférieure de la vallée. Au bout de la vallée se trouve le Lalidersalm.
À l'ouest de la vallée se trouve le Falkenhütte. La vallée est fermée aux transports en commun. Les visites de la vallée partent du refuge.

## Source de la traduction
- (de) Cet article est partiellement ou en totalité issu de l’article de Wikipédia en allemand intitulé « Laliderer Tal » (voir la liste des auteurs).